# Tricalysia perrieri
Tricalysia perrieri är en måreväxtart som beskrevs av Anne-Marie Homolle, Ranariv. och De Block. Tricalysia perrieri ingår i släktet Tricalysia och familjen måreväxter.

## Underarter
Arten delas in i följande underarter:
- T. p. antsalovensis
- T. p. perrieri